# Deobandism
Deobandism är en extrem tolkning av sunnitisk islam som uppstod under slutet av 1800-talet i staden Deoband norr om Delhi i norra Indien, varifrån namnet härstammar. Rörelsen har därefter spridit sig över hela södra Asien och bland muslimska invandrare i västvärlden.
Den teologiska högskolan i Deoband grundlades 1867 och studierna effektiviserades genom användande av brittiska undervisningsmetoder. Målet var att stärka islam i en tid med främmande styre och stora sociala förändringar. Deobandiskolan blev en framgång och liknande skolor infördes över hela kontinenteten och därefter även i Storbritannien och västvärlden. Deobandirörelsen har även aktivt  blandat sig i politiken.
Deobandismen innebär att leva upp till Koranens budskap och profeten Muhammeds levnadsregler. Den vill återgå till islams första tid och leva efter de regler som rådde då och vill rena islam från oislamistiska tankar och sedvänjor.
Deobandismen var i Indien ortodox och panislamisk, men den värnade intellektuell kunskap och ville relatera islam till det dåtida samhällets verklighet. Efter Indiens delning 1947 växte den kraftigt i Pakistan.

## Radikalisering
Deobandismen radikaliserades i Pakistan genom Abu al-Ala Mawdudis auktoritära förkunnelse. Ur den nu omformade deobandismen växte det fram en missionsrörelse som så småningom ombildades till ett politiskt parti, Jamiat Ulema-e-Islam (JUI). Partiet innefattade främst de pashtuner som bor i nordvästra Pakistan.